# Liste des évêques de Senigallia
Cette liste recense les évêques qui se sont succédé sur le siège du diocèse de Senigallia fondé au VIe siècle

## Évêques
- Venanzio  ...502–503...
- Boniface ?  ...568–590...
- Sigismond ?  ...590
- Massimo  ...623 ?
- Mauro  ...649
- Anastase  ...761
- Georges ...769
- Andreano ou Andrea ?  ...
- Saint Paolino  ...826
- Samuele  ...853
- Articario  ...861
- Pierre Ier  ...877
- Severo  ...882
- Oiranno  ...885
- Benvenuto ou Benevento  ...887 ?
- Giacomo Ier  ...897
- Baldovino  ...950
- Atto Ier  ...967–996...
- Adalbert  ...1028
- Roberto  ...1053
- Teodosio  ...1059
- Guglielmo  ...1064?–1070...
- Teberto  ...1103
- Atto II  ...1115
- Trasmondo Ier  ...1137–1154...
- Giacomo II  ...1178–1179...
- ?  ...1184–1185...
- Alimanno  ...1190–1193...
- Enrico  1197–1203...
- Trasmondo II  1203?–1223
- Benno  ...1223–1131...
- Giacomo III.  1231–1270...
- Filippo ?  ...1271–     ...
- J. ?  ...1276–   ...
- Federico Ier  1284–1288
- Trasmondo III  1288–1291
- Teodino  1291–1294
- Francesco Ier  1294–1295
- Francesco II  1295–1297
- Ugoccione  1297–1306
- Giovanni Ier  1307–1308
- Grazia  1308–1318
- Francesco III Silvestri  1318–1321
- Ugolino Ier  1321–1323
- Federico II Sanguigni 1323–1328
- Giovanni II Francescano  1328–1349
- Ugolino II Federicucci  1349–1357
- Giovanni III Pananeo ou de Sabaudia  1357–1369
- Cristoforo Ier de Regio 1369–1370?
- Rodolfo de Castello  1370–1375?
- Pietro II Amelio  1375–1387
- Giovanni IV  ...1388–....
- Giovanni V de Faytanis  ...1390–1411...
- Giovanni VI Roelli  ...1412–1414...
- Simone Vigilanti  1419–1428
- Francesco IV Mellini  1428–1431
- Bartolomeo Ier Vignati  1431–1446?
- Antonio Ier Colombella  1447–1446
- Cristoforo II di Bianprate  1466–1474
- Marco Vigerio Ier Della Rovere 1476–1513
- Marco Vigerio II Della Rovere  1513–1560
- Urbano Vigerio Della Rovere  1560–1570
- Girolamo Rusticucci  1570–1577
- Francesco V Maria Henrici  1577–1590
- Pietro III Ridolfi 1591–1601
- Antaldo degli Antaldi  1601–1625
- Antonio Barberini, seniore, O.F.M. Cap.  1625–1628
- Lorenzo Campeggi  1628–1639
- Cesare Facchinetti  1643–1655
- Francesco VI Cherubini 1655–1656
- Nicola Ier Guidi di Bagno 1657–1659
- Claudio Marazzani  1659–1682
- Rainuccio Baschi  1682–1684
- Muzio Dandini  1686–1712
- Giovanni Domenico Paracciani  1714–1717
- Lodovico Pico della Mirandola  1717–1724
- Bartolomeo II Castelli  1724–1733
- Rizzardo Isolani  1734–1742
- Nicola II Manciforte  1742–1746
- Ippolito de Rossi  1746–1776
- Bernardino Honorati  1777–1807
- Giulio Ier Gabrielli  1808–1816
- Annibale della Genga 1816–1818
- Fabrizio Sceberras Testaferrata  1818–1843
- Antonio III Maria Cagiano de Azevedo  1844–1848
- Giusto Recanati  1848–1851 (administrateur apostolique), évêque titulaire de Tripoli
- Domenico Lucciardi 1851–1864
- Giuseppe Aggarbati  1867–1879
- Francesco VII Latoni  1879–1880
- Ignazio Bartoli  1880–1895
- Giulio II Boschi 1895–1900
- Tito Maria Cucchi  1900–1938
- Umberto Ravetta  1938–1965
- Giovanni Battista Pardini 1965–1968 (administrateur apostolique)
- Costanzo Micci 1968–1971 (administrateur apostolique)
- Odo Fusi Pecci 1971–1997
- Giuseppe Orlandoni  1997–2015
- Francesco Manenti 2015-...